# Cape Frances
Cape Frances är en udde i Antarktis. Den ligger i Östantarktis. Nya Zeeland gör anspråk på området. Cape Frances ligger på ön Sturge Island.
Terrängen inåt land är kuperad åt nordväst, men åt sydost är den bergig. Trakten är obefolkad.